# Pablo Chies
Pablo Chies Tavares de Souza, ou simplesmente Pablo Chies (Rio de Janeiro, 25 de outubro de 1967) é um produtor musical, multi-instrumentista, compositor e arranjador brasileiro, mais conhecido por ser guitarrista da banda de rock cristão Rebanhão.

## Carreira
Natural do Rio de Janeiro, gravou dois álbuns com a banda, e, também com outros artistas, alguns juntamente com Pedro Braconnot. Zé Canuto, Cristina Mel, Sérgio Lopes e outros músicos reconhecidos estão dentre suas gravações e parcerias.
O músico voltou ao Rebanhão em 2014, com integrantes da formação inicial em comemoração dos 35 anos do grupo e gravou o álbum 35, lançado em 2017.

## Vida pessoal
Pablo Chies é filho do percussionista Chico Batera.

## Discografia
Álbuns pelo Rebanhão
- 1993: Enquanto É Dia[4]
- 1996: Por Cima dos Montes
- 2017: 35

Gravações com outros músicos e artistas
- 1993: Tanto Te Procurava - Edilson Maia[4]
- 1995: Momentos Vol.1 - Marina de Oliveira
- 1995: Momentos Vol.2 - Marina de Oliveira
- 1996: Yerusalém - Yerusalém[4]
- 1996: Vidas e Futuros - Sérgio Lopes
- 1997: Special Edition - Marina de Oliveira
- 1999: Coração Adorador - Marina de Oliveira
- 2003: Um Grande Amor - Marcelo Crivella (violões)
- 2004: Fé Imbatível - Kades Singers[8]
- 2005: Recomeçar - Cristina Mel
- 2005: Lentilhas - Sérgio Lopes
- 2005: Tempo de ser Criança - Cristina Mel[9]
- 2005: O Amor de Deus - Sérgio Lopes
- 2006: Zé Canuto - Zé Canuto[10]
- 2007: Getsêmani - Sérgio Lopes
- 2008: Reencontro - O velho cântico novo - Nathan Soubihe
- 2011: Reinas em Glória - Álvaro Tito
- 2014: Coração Discípulo - Sérgio Lopes